# Philippe Gardent
Philippe Gardent, född 15 mars 1964 i Belleville, är en fransk handbollstränare och tidigare handbollsspelare (mittsexa).
Gardent spelade 298 landskamper och gjorde 635 mål för Frankrikes landslag, åren 1983–1995. Han var bland annat med och tog OS-brons 1992 i Barcelona.

## Klubbar

### Som spelare
- Stade français (–1982)
- Paris Université Club (1982–1985)
- USM Gagny (1985–1990)
- USAM Nîmes (1990–1992)
- OM Vitrolles (1992–1996)

### Som tränare
- Chambéry Savoie HB (1996–2012)
- Paris Saint-Germain HB (2012–2015)
- Fenix Toulouse HB (2015–2021)
- Pays d'Aix UC (2023–)